# Płaucza Mała
Płaucza Mała – wieś w rejonie tarnopolskim obwodu tarnopolskiego. W II Rzeczypospolitej miejscowość była siedzibą gminy wiejskiej Płaucza Mała w powiecie brzeżańskim województwa tarnopolskiego. Wieś liczy 489 mieszkańców. 
W II Rzeczypospolitej miejscowość w powiecie brzeżańskim województwa tarnopolskiego.
W latach 1939–1945 w czasie kilku napadów nacjonaliści ukraińscy z OUN-UPA zamordowali tutaj 86 Polaków.